# Chloriona strymon
Chloriona strymon är en insektsart som beskrevs av Ronald Gordon Fennah 1958. Chloriona strymon ingår i släktet Chloriona och familjen sporrstritar. Inga underarter finns listade i Catalogue of Life.